# Franz Xaver Richter von Binnenthal
Franz Xaver Richter von Binnenthal (10. července 1759 Vídeň – 11. srpna 1840 Linz) byl rakouský generál. V rakouské armádě sloužil od roku 1784, souběžně se od mládí uplaťnoval v kartografii. Ve francouzských revolučních válkách a napoleonských válkách byl štábním důstojníkem v Německu a Itálii. V obdobích mezi válkami se nadále věnoval mapování a zasloužil se o kartografické zpracování všech území habsburské monarchie pro potřeby armády (tzv. druhé vojenské mapování). Po skončení napoleonských válek byl dlouholetým velitelem v Terstu (1815–1828) a Benátkách (1828–1836). V roce 1836 byl penzionován v hodnosti polního zbrojmistra.

## Životopis
Byl synem právníka Jakoba Richtera (†1773). Středoškolské vzdělání absolvoval v Temešváru, kde jeho otec působil jako advokát a státní notář. Vynikal v matematice a studoval na univerzitě ve Vídni, od roku 1781 působil jako kartograf v Sedmihradsku. V roce 1784 vstoupil do armády, bojoval ve válce proti Turecku v letech 1788–1789, později se zúčastnil válek proti revoluční Francii. Mezitím postupoval v hodnostech (hejtman 1793, major 1797), vyznamenal se v Itálii v letech 1796–1797, kdy byl šéfem štábu generála Melase a Hadika. V dobách míru se nadále věnoval práci na mapování území monarchie. Ve válce v roce 1805 byl povýšen na plukovníka a byl šéfem štábu arcivévody Karla. V následujícím tažení roku 1809 dosáhl hodnosti generálmajora a ve funkci šéfa štábu generála Bellegarda se zúčastnil bitvy u Wagramu a u Znojma. V letech 1806–1816 vedl v generálním štábu topografickou kancelář, která předcházela vzniku pozdějšího Vojenského geografického institutu. Patří mu zásluhy na triangulačním zaměření celého Rakouského císařství.
Od listopadu 1813 do ledna 1815 byl náčelníkem generálního štábu rakouské armády v Itálii a podílel se na konečné porážce napoleonských vojsk. Mezitím byl v roce 1813 povýšen do hodnosti polního podmaršála a po skončení napoleonských válek zastával funkci velitele v Rakouském přímoří se sídlem v Terstu (1815–1828). Nakonec byl v letech 1828–1836 velitelem v Benátkách, v roce 1830 dočasně převzal velení celé rakouské armády v Itálii. Penzionován byl k datu 8. února 1836 s titulární hodností polního zbrojmistra.
V roce 1808 byl povýšen do šlechtického stavu s predikátem von Binnenthal. Za zásluhy během závěrečné fáze napoleonských válek byl nositelem Válečného kříže 1813/1814. V roce 1829 obdržel titul c. k. tajného rady s nárokem na oslovení Excelence a od roku 1832 byl čestným majitelem pěšího pluku č. 14. Tento regiment byl posádkou příslušný do Linze, kde také Franz Xaver Richter strávil poslední roky života.
V roce 1802 se oženil s baronkou Marií Angelikou Zachovou (1784–1855), dcerou generála Antona Zacha (1747–1826). Z manželství se narodili dva synové, Franz Xaver (1804–1884) a Anton Ernst (1808–1885), oba sloužili v armádě.